# Sackkrebse
Die Sackkrebse (Sacculina) sind Parasiten aus der Teilklasse der Rankenfüßer. Als Wirte dienen Krabben (Brachyura); die Nahrungsversorgung erfolgt über ein wurzelartiges Geflecht, das der Parasit im Inneren des Wirtstieres ausbildet, während die Reproduktionsorgane in einer sackartigen Ausstülpung an der Unterseite des Wirtes wachsen.

## Leben und Verhalten
Die erwachsenen Tiere zeigen keine Ähnlichkeit mehr mit anderen Rankenfüßern wie Seepocken oder Entenmuscheln, können aber über ihre Larvenstadien eindeutig dieser Ordnung zugewiesen werden.
Die weibliche Larve der Sacculina (Cypris) sucht eine Krabbe auf und versucht sich in eine Mulde an der Borstenbasis des Krabbenpanzers einzunisten. Anschließend häutet sie sich zur Cyprispuppe und dringt mit dem kanülenartigen Pfeil des Kentrogons in den Wirt ein. Die weibliche Sacculina-Larve wächst im Inneren der Krabbe heran (Interna) und bildet zugleich eine sackartige Ausstülpung an der Außenseite des Wirts (Externa) – typischerweise an der Stelle des hinteren Thorax, an der die Krabbe ihre Eier ausbrütet. Die Externa umfasst als Brutsack das Reproduktionssystem des Tieres, die Interna bildet zunächst einen Nucleus und wächst zu einem Wurzelgeflecht heran, das die Oberfläche von Darm, Mitteldarmdrüsen, Muskulatur und Gonaden des Wirts umspinnt; sie ist das Absorptionssystem. Beide Teile sind über einen stielförmigen Abschnitt verbunden.
Wenn eine weibliche Sacculina-Larve eine männliche Krabbe befällt, verändert sie aktiv deren Hormonhaushalt und versucht die männliche Krabbe auf ein weibliches Exemplar „umzupolen“. Zuerst wird die männliche Krabbe sterilisiert, im späteren Verlauf verändert sich das Abdomen. Es wurde beobachtet, dass männliche Krabben, welche von Sacculina befallen waren, die Balzrituale weiblicher Krabben imitierten.
Nach dem Befall von Sacculina verliert die Krabbe die Möglichkeit, sich zu häuten und damit zu wachsen. Aufgrund der Ernährung und des Wachstums der Sacculina-Larve verliert die Krabbe auch die Fähigkeit, ihre großen Scheren, die hauptsächlich zur Verteidigung dienen, neu zu bilden.

## Fortpflanzung

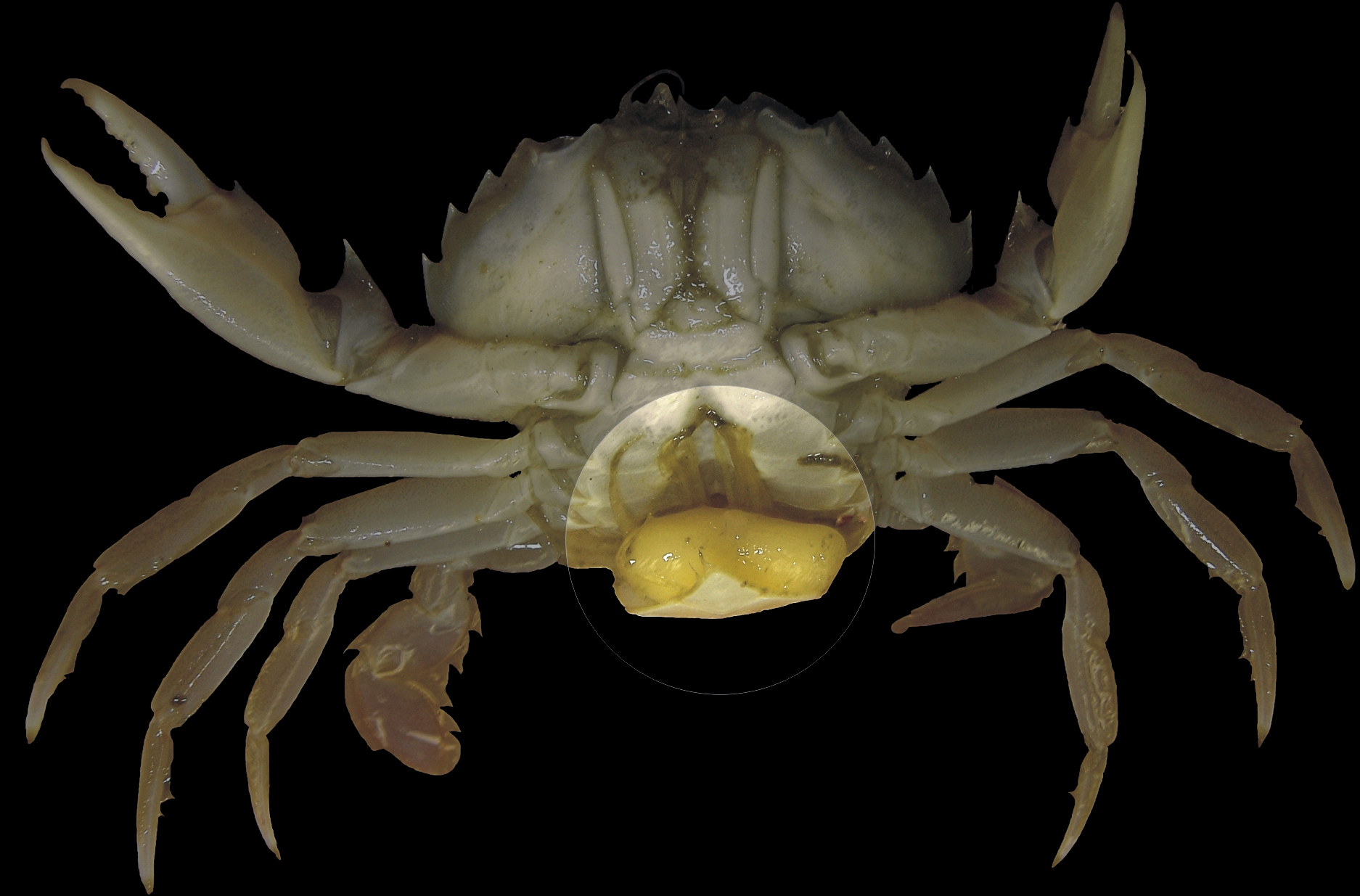
Eine von Sacculina carcini befallene Krabbe (Liocarcinus holsatus). Hervorgehoben sind die Reproduktionsorgane des Parasiten die aus dem Krabbenpanzer herauswachsen.

Die Cyprislarve des männlichen Sacculina-Krebses sucht befallene Krabben auf, um auf der Unterseite der Krabbe die Eier des weiblichen Parasiten zu befruchten. Die Krabbe verändert im Anschluss erneut ihr Verhalten. Sie bewacht und umsorgt die Eier, als wären es ihre eigenen.

## Arten
- Sacculina americana Reinhard, 1955
- Sacculina atlantica Anderson
- Sacculina bicuspidata Boschma, 1931
- Sacculina boschmai Reinhard, 1955
- Sacculina bourdoni Boschma, 1960
- Sacculina carcini Thompson, 1836
- Sacculina gerbei Bonnier, 1887
- Sacculina gibbsi Hesse
- Sacculina gonoplaxae Guerin-ganivet, 1911
- Sacculina hirsuta Boschma, 1925
- Sacculina inflata Leuckart, 1859
- Sacculina pustulata Boschma, 1925
- Sacculina rathbunae Boschma, 1933
- Sacculina reniformis Boschma, 1933
- Sacculina schmitti Boschma, 1933
- Sacculina tesselata Boschma, 1925